# Ceratophyus sulcicornis
Ceratophyus sulcicornis es una especie de coleóptero de la familia Geotrupidae.

## Distribución geográfica
Habita en Nepal, Sikkim, India.